# Fred Winchester Sladen

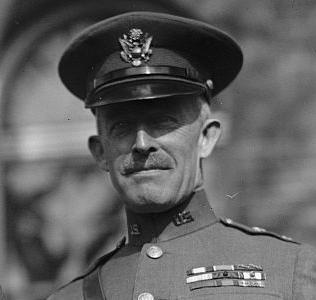
Fred Winchester Sladen (1925)

Fred Winchester Sladen (* 24. November 1867 in Lowell, Massachusetts; † 10. Juli 1945 in New London, New Hampshire) war ein Generalmajor der United States Army. Er war unter anderem als Superintendent Leiter der Militärakademie West Point. 
Fred Sladen, Sohn eines US-Offiziers mit britischen Wurzeln, wurde in Lowell in Massachusetts geboren. Er wuchs aber in den Vancouver Barracks in der Nähe von Fort Vancouver auf und zog dann für einige Zeit nach Nebraska. Im Jahr 1886 wurde er in die Militärakademie in West Point aufgenommen. Nach der üblichen vierjährigen Ausbildung graduierte er im Jahr 1890 als 27. von 54 Absolventen seines Jahrgangs. Anschließend wurde er als Leutnant der Infanterie zugeteilt. In der Armee durchlief er anschließend alle Offiziersränge vom Leutnant bis zum Zwei-Sterne-General. Zwischen 1890 und 1897 war er in den ihm aus seiner Jugend vertrauten Vancouver Barracks im Bundesstaat Washington stationiert.
In der Folge nahm er auch am Philippinisch-Amerikanischen Krieg teil, wo er in einige Gefechte verwickelt war. Von 1900 bis 1904 gehörte er als Assistant Instructor of Infantry zum Lehrkörper der West-Point-Akademie. In den folgenden Jahren bekleidete Sladen verschiedene Positionen unter anderem in China, an der kalifornisch-mexikanischen Grenze und im Generalstab in Washington, D.C.
Zwischen 1911 und 1914 bekleidete er das Amt des Commandant of Cadets (Führungsoffizier) der Kadetten in West Point. Während des Ersten Weltkrieges war Sladen Kommandeur der 5. Infanterie-Brigade, die Teil der in Frankreich eingesetzten 3. Infanterie-Division war. Am 14. Oktober 1918 zeichnete er sich in der Nähe der französischen Ortschaft Ferme de la Madelaine durch seine Tapferkeit und Entschlossenheit mitten im Gefecht aus, als es ihm gelang, eines seiner schwer angeschlagenen Bataillone neu zu ordnen und damit die gefährdete Frontlinie an dieser Stelle zu stabilisieren.
Nach dem Ende des Krieges war er zunächst Teil der alliierten Rheinlandbesetzung und dann bis 1921 Kommandeur von Fort Sheridan in Illinois. Zwischen 1922 und 1926 war er als 32. Superintendent Leiter seiner früheren Ausbildungsstätte West Point. In dieser Funktion folgte er auf General Douglas MacArthur. Während seiner Amtszeit wurde er im Jahr 1924 zum Generalmajor ernannt. Im Jahr 1926 übergab er sein Kommando an Merch Bradt Stewart. Anschließend war er von 1926 bis 1928 Kommandeur des Philippine Department der US Army in Manila. Sein letztes Kommando hatte er als Generalmajor von 1928 bis 1931 über das 3. Corps in Fort McHenry in der Nähe von Baltimore. Am 30. November 1931 ging General Sladen in den Ruhestand.
Der seit 1903 mit Elizabeth Lefferts verheiratete Generalmajor starb am 10. Juli 1945 in New London im Bundesstaat New Hampshire. Der Sohn Fred Winchester „Jim“ Sladen Jr. (1906–1980) war als Brigadegeneral ebenfalls Offizier der US Army. Außerdem hatte das Paar noch die Tochter Elisabeth (1904–1991).

## Orden und Auszeichnungen
Generalmajor Fred Sladen erhielt im Lauf seiner militärischen Laufbahn unter anderem folgende Auszeichnungen:
- Army Distinguished Service Medal
- Distinguished Service Cross
- Croix de guerre (französisch)